# 红枝柿
红枝柿（学名：Diospyros ehretioides）为柿科柿属下的一个种。

## 扩展阅读
維基物種上的相關：红枝柿